# Accra Great Olympics Football Club
L'Accra Great Olympics Football Club, noto anche semplicemente Great Olympics, è una società di calcio ghanese, con sede ad Accra.

## Storia
La squadra è stata fondata da Samuel Okuley Glover nel 1954 ingaggiando giocatori fuoriusciti dall'Accra Standfast. La squadra nella sua storia ha vinto due campionati ghanesi nel 1970 e 1974, e due coppe nazionali nel 1975 e 1983.
Ha inoltre partecipato a due edizioni della Coppa Campioni d'Africa, raggiungendo le semifinali dell'edizione 1971, perse contro i connazionali dell'Asante Kotoko.

## Palmarès

### Competizioni nazionali
- Campionato ghanese: 2

1970, 1974
- Ghanaian FA Cup: 2

1975, 1983